# Arte de la lengua mexicana con la declaración de los adverbios della

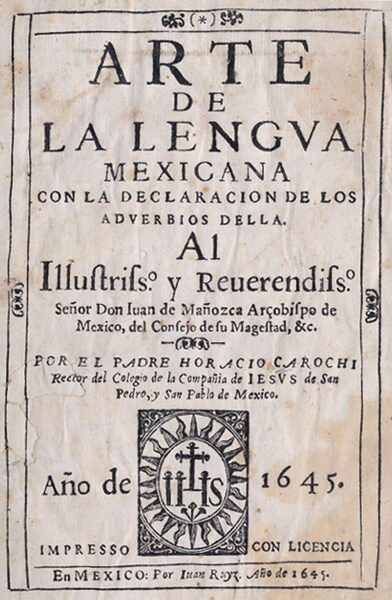
Capa da edição de 1645.

Arte de la lengua mexicana con la declaración de los adverbios della é uma gamática da língua náhuatl escrito em espanhol pelo linguista jesuíta Horacio Carochi . Este trabalho sobre a língua Nahuatl clássica é considerado pelos lingüistas como a mais útil das muitas gramáticas escritas nesta língua. 
Carochi tinha um excelente conhecimento da língua, e foi o primeiro linguista a compreender e propor a transcrição de vários fonemas nahuatl, especialmente no comprimento da vogal e saltillo . A importância desta obra foi imediatamente compreendida e já em 1759 uma versão intitulada "Compendio del arte..." foi reeditada pelo frei Ignacio Paredes" . Essa versão foi então reimpressa várias vezes até perder muitas das características da obra original. 
A obra Arte de la lengua mexicana de 1754 é amplamente baseado na obra de Carochi.  
Em 2001, foi publciada a "Gramática da língua mexicana: com uma explicação de seus advérbios" uma edição em que a versão paleográfica espanhola é acompanhada à tradução em inglês de James Lockhart .

## Nota
1. ↑  John Frederick Schwaller (1973). «A Catalogue of Pre-1840 Nahuatl Works Held by The Lilly Library». The Indiana University Bookman (em inglês). 11
2. ↑  Michel Launey (1986). «Catégories et opérations dans la grammaire Nahuatl» (em francês)